# Imperio carolingio
El Imperio carolingio es un término historiográfico, que es utilizado para referirse al Imperio de los romanos y los francos, la etapa superior del reino franco bajo el gobierno de la dinastía carolingia desde la coronación imperial de Carlomagno en el año 800 hasta la división de sus territorios en el Tratado de Verdún del 843.La dinastía carolingia había gobernado como reyes de los francos desde 751 y como reyes de los lombardos en Italia desde 774. Este período de la historia europea deriva de la política de los reyes francos, Pipino el Breve y Carlomagno, que supuso un intento de recuperación de la cultura clásica en los ámbitos políticos, culturales y religiosos de la época medieval. La coronación de Carlomagno como emperador en Roma en el año 800 fue un hecho relevante e importante como símbolo de restauración de facto del Imperio romano de Occidente, que en realidad sirvió para legitimar el poder de la etnia germánica que había invadido el territorio que antiguamente correspondía a los romanos. Tras su partición por el Tratado de Verdún en 843, sería sustituido un siglo después por el Reino de Francia en su parte oeste, y por el Sacro Imperio Romano Germánico en el este.
Tras una guerra civil (840-843) que siguió a la muerte del emperador Ludovico Pío, el imperio se dividió en reinos autónomos, con un rey aún reconocido como emperador, pero con poca autoridad fuera de su propio reino. Se siguieron reconociendo la unidad del imperio y el derecho hereditario de los carolingios. En 884, Carlos el Gordo reunió por última vez a todos los reinos carolingios, pero fue depuesto por la nobleza franca en 887 y murió en 888, con lo que el imperio se dividió de inmediato. Como el único varón legítimo que quedaba de la dinastía era un niño, la nobleza eligió reyes regionales ajenos a la dinastía o, en el caso del reino oriental, a un carolingio ilegítimo. La línea ilegítima siguió gobernando en el este hasta 911, mientras que en el reino occidental la dinastía carolingia legítima fue restaurada en 898 y gobernó hasta 987 con una interrupción entre 922 y 936.
En su apogeo, el imperio tenía una población de diez a veinte millones de personas y una extensión de 1 112 000 km².Su corazón era Francia, la tierra entre el Loira y el Rin, donde se encontraba la principal residencia real del reino, Aquisgrán. Por el sur cruzaba los Pirineos y limitaba con el emirato de Córdoba y, después de 824, con el reino de Pamplona; por el norte limitaba con el reino de los daneses; por el oeste tenía una corta frontera terrestre con Bretaña, que más tarde fue reducida a tributaria; y por el este tenía una larga frontera con los eslavos y los ávaros, que fueron derrotados con el tiempo y sus tierras incorporadas al imperio. En el sur de Italia, las reclamaciones de autoridad de los carolingios fueron disputadas por los bizantinos y los vestigios del reino lombardo en el Principado de Benevento.

## Nomenclatura
El término «Imperio carolingio» es una convención de la Edad Moderna y no fue utilizado por sus contemporáneos. El idioma de los actos oficiales en el imperio era el latín. Se hizo referencia al imperio de diversas formas como Imperio Universal (Universum Regnum, «todo el reino», a diferencia de los reinos regionales), Imperio de los Romanos y los Francos (Romanorum sive Francorum imperium), e incluso usando los términos de Imperio Romano  (Romanum imperium) , o incluso Imperio Cristiano («Imperium Christianum»).

## Historia

### Los carolingios
La dinastía deriva del matrimonio de los hijos de Arnulfo de Metz y Pipino el Viejo, ambos descritos por Fredegario como los señores más importantes de Austrasia. La familia consolidó su poder desde el segundo tercio del siglo vii consiguiendo que el oficio de mayordomo de palacio fuese hereditario, y convirtiéndose así en los verdaderos gobernantes de los francos, mientras que los reyes merovingios quedaban reducidos a un papel nominal, por lo que se les denomina «reyes holgazanes».
Si bien el mayordomo de palacio Carlos Martel decidió no tomar el título de rey (como haría su hijo Pipino el Breve) o emperador (como su nieto Carlomagno), fue el gobernante absoluto de prácticamente toda la actual Europa occidental continental al norte de los Pirineos. Sólo los reinos sajones restantes (que conquistó en parte), Lombardía y la Marca Hispánica al sur de los Pirineos fueron adiciones significativas a los reinos francos tras su muerte.
Su defensa de la Europa cristiana frente a un ejército musulmán en la batalla de Poitiers, en 732, consolidó el lugar de Martel en la historia. Los sarracenos ibéricos habían incorporado la caballería ligera bereber con la caballería pesada árabe para crear un ejército formidable que casi nunca había sido derrotado. Las fuerzas cristianas europeas, por su parte, carecían de la poderosa herramienta del estribo. Gracias a esta victoria, Carlos se ganó el apelativo de Martel («el Martillo»). Edward Gibbon, historiador de Roma y sus secuelas, llamó a Carlos Martel «el príncipe supremo de su época».
El mayordomo de palacio de todos los reinos merovingios, Pipino el Breve (hijo de Martel y descendiente de Pipino el Viejo), logró destronar a su rey merovingio Childerico III en 751, y fue reconocido rey de los francos con apoyo del papa Zacarías, y posteriormente ungido como rey por el papa Esteban II en 754. Así, aunque Pipino fue rey electo, aseguró su legitimidad divina a través del papa.
En efecto, Pipino consolidó su posición en 754 al fraguar una alianza con el papa Esteban II, quien obsequió al rey de los francos una copia de la Donación de Constantino en París, y le ungió a él y a su familia en una majestuosa ceremonia en Saint-Denis, declarándolo patricius Romanorum ('protector de los romanos'). El año siguiente, Pipino cumplió la promesa hecha al papa y recuperó el exarcado de Rávena, recientemente perdido ante los lombardos, entregándoselo al papa en lugar de devolvérselo al emperador bizantino. Pipino entregó también los territorios reconquistados en los alrededores de Roma, dando pie a la creación de los Estados Pontificios en la Donación de Pipino, que dejó en la tumba de San Pedro. La reconstruida monarquía franca proporcionaría una base de poder leal (potestas) en la creación de un nuevo orden mundial, en que el liderazgo religioso-espiritual del papa acrecentó su dosis de poder político-terrenal.

### Carlomagno
A la muerte de Pipino en el año 768, el reino franco se dividió según la ley sálica entre sus dos hijos: Carlos y Carlomán, recibiendo el primero la Aquitania marítima, parte de Neustria y Austrasia, y zonas fronterizas de Frisia, mientras que el otro obtuvo las áreas marginales de Alamania, Alsacia, Aquitania interior, Borgoña, Provenza y Septimania. Las regiones a cargo de Carlomán estaban mal integradas y rodeadas por las legadas a Carlos, y, aunque los territorios de Carlomán eran más fáciles de defender que los de su hermano, también eran más pobres en ingresos.Tras diversos enfrentamientos entre ellos, la muerte repentina de Carlomán (771) dejó a su hermano Carlos como único rey, quién posteriormente pasaría a ser conocido como Carlomagno. Era un personaje poderoso, inteligente y relativamente culto, que se convertiría en una leyenda para la historia posterior tanto de Francia como de Alemania. Carlomagno restableció un equilibrio de poder entre el emperador y el papa. Carlomagno fue coronado emperador por el papa León III en Roma en el 800. Su imperio, ostensiblemente una continuación del Imperio romano de Occidente, se conoce historiográficamente como el Imperio carolingio.
A partir del año 772, Carlomagno emprendió una larga guerra en la que conquistó y derrotó a los sajones para incorporar sus territorios al Imperio franco (las últimas incursiones de Carlomagno sobre los territorios sajones está datada en 804 por los Annales regni Francorum). Esta campaña se sumó a la práctica de líderes cristianos no romanos que provocaban la conversión de sus vecinos por la fuerza. Los misionarios católicos francos, junto a otros de Irlanda y de la Inglaterra anglosajona, habían penetrado en territorio sajón desde mediados del siglo viii, resultando en un aumento de los enfrentamientos con los sajones, que se resistían a los empeños misionarios acompañados de incursiones militares. El principal oponente sajón de Carlomagno, Widukind, aceptó ser bautizado en el 785, como parte de unos acuerdos de paz, pero otros líderes sajones continuaron con la lucha. Tras su victoria en el 782 en Verden, Carlomagno ordenó la matanza masiva de miles de prisioneros sajones paganos. Tras varios levantamientos más, los sajones sufrieron la derrota definitiva en el 804. Esto expandió el Imperio franco hacia el este, hasta el río Elba, algo que el Imperio romano en tiempos de Augusto, solo intentó una vez, y en lo que falló en la batalla del Bosque de Teutoburgo (año 9 d. C.). Para poder cristianizar con más efectividad a los sajones, Carlomagno fundó varias diócesis, entre las que se cuentan las de Bremen, Münster, Paderborn y Osnabrück.
Al mismo tiempo (773-774), Carlomagno conquistó a los lombardos, incluyendo de esta manera el norte de Italia en su esfera de influencia. Renovó el donativo al Vaticano y la promesa al papado de continuar la protección por parte de los francos.
En el 788, Tasilón III, duque de Baviera, se rebeló contra Carlomagno. Tras aplastar la revuelta, este incorporó Baviera a su reino. Además de expandir los horizontes de sus dominios, redujo de manera drástica el poder y la influencia de los agilolfingos (la familia de Tasilón), otra de las familias influyentes de entre los francos y sus potenciales rivales. Hasta el 796, Carlomagno continuó expandiendo su reino todavía más hacia el sureste, hasta la actual Austria y a partes de Croacia.
De esta manera, Carlomagno creó un reino que alcanzaba desde los Pirineos al suroeste, incluyendo de hecho una zona del norte de la península ibérica (Marca Hispánica tras 795), pasando por casi toda la Francia moderna (a excepción de Bretaña, que nunca fue conquistada por los francos), y al este la mayor parte de la actual Alemania, incluyendo el norte de Italia y la actual Austria. En la jerarquía de la Iglesia, los obispos y abades buscaban la protección del palacio del rey, fuente tanto de protección como de seguridad. Carlomagno se había erigido en líder de la cristiandad occidental, además de impulsar un «Renacimiento carolingio» en la cultural literaria, gracias a su apoyo a monasterios como centros de enseñanza.

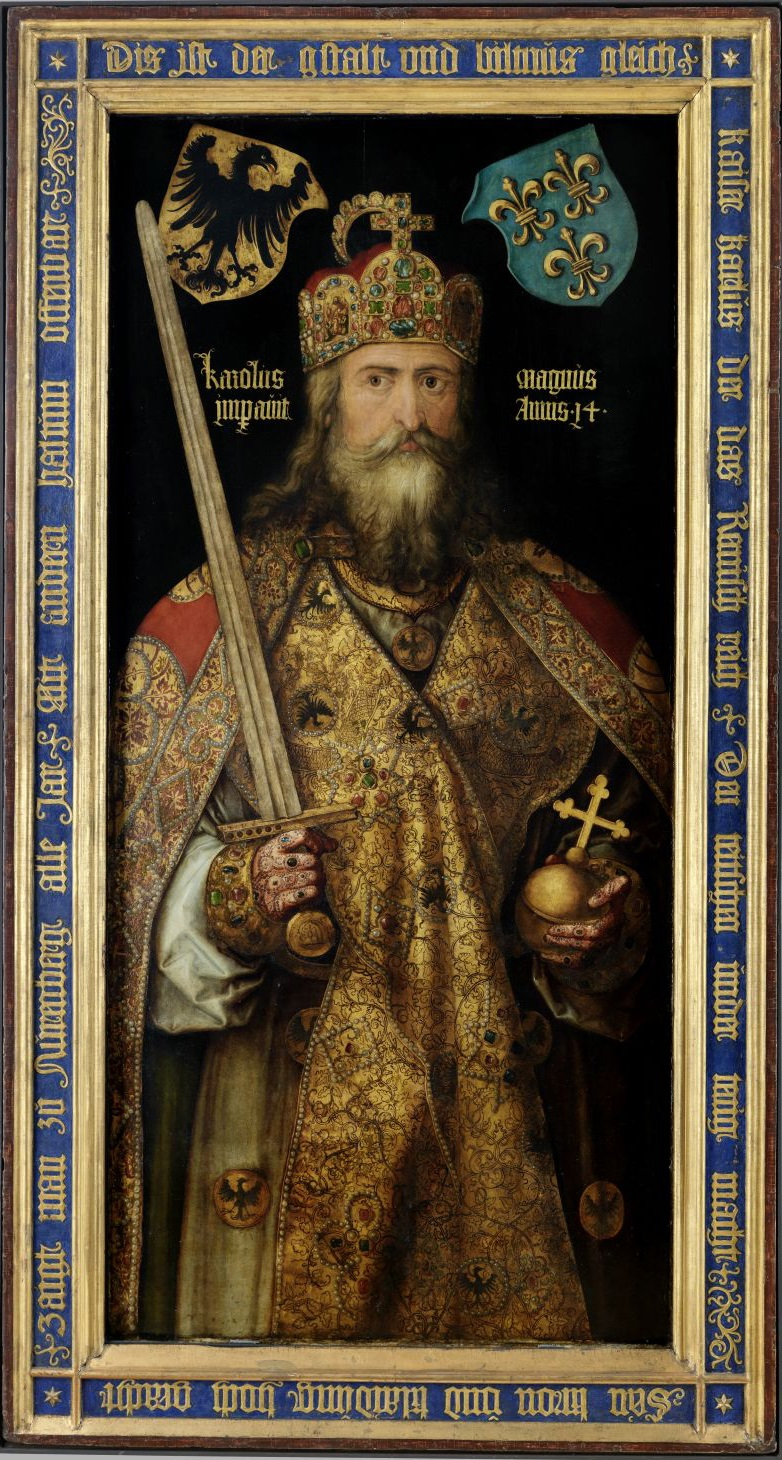
Carlomagno según una ilustración de Alberto Durero (1511).

El día de Navidad de 800, el papa León III  coronó a Carlomagno como «Emperador que gobierna el Imperio romano», en Roma, en una ceremonia presentada como inesperada, puesto que Carlomagno no deseaba encontrarse en deuda con el obispo de Roma, y a su hijo Carlos el Joven como rey de los francos. Se trataba de uno más de los gestos llevados a cabo por el papado para definir los papeles de auctoritas papal y potestas imperial; así como para considerarle como sucesor de los emperadores romanos. Esto originó una serie de disputas con los bizantinos por el nombre de Imperio romano. Tras una primera protesta por la usurpación, en 812, el emperador bizantino Miguel I Rangabé reconoció a Carlomagno como emperador (basileus), pero no como emperador de los romanos (Βασιλεύς των Ρωμαίων), título que se reservó el bizantino como el verdadero sucesor de los emperadores romanos. La coronación sirvió para dar una legitimidad permanente a la primacía carolingia entre los francos. 
Tras la muerte de Carlomagno el 28 de enero de 814 en Aquisgrán, fue enterrado en su Capilla Palatina.

### Carolingios posteriores
Carlomagno tuvo varios hijos, pero solo uno le sobrevivió. Fue Luis el Piadoso (o Ludovico Pío), quien sustituyó a su padre al frente del imperio unificado. Pero el hecho de que heredase el puesto fue más un asunto de azar que intencionado. Tras tres guerras civiles, Luis murió en 840, y sus tres hijos supervivientes decidieron repartirse el territorio en el tratado de Verdún, en 843:
1. Al hijo mayor de Luis, Lotario I, emperador desde el año 817, le correspondió los francos centrales con las capitales imperiales Aquisgrán y Roma. A su vez, sus hijos se dividieron este imperio en Lotaringia, Burgundia e Italia (septentrional). Estas zonas desaparecerían más tarde, integrándose en el Imperio germánico.
2. El segundo hijo de Luis, Luis el Germánico, pasó a ser rey de los francos del este. Esta zona sería el origen de lo que más tarde fue el Sacro Imperio Romano Germánico, que con el tiempo llegó a ser, aproximadamente, la actual Alemania.
3. Su tercer hijo, Carlos el Calvo, pasó a ser rey de los francos del oeste, en disputa con su sobrino Pipino II de Aquitania. La zona que ocupó llegaría a ser la actual Francia.

El reino de Carlomagno sobrevivió a su fundador y se extendió por gran parte de la Europa occidental, sin embargo, sus sucesores se mostraron incapaces de mantenerlo. El mapa muestra los territorios del emperador Carlos III el Gordo en el año 887.

Más tarde, mediante el tratado de Mersen (870) y Ribemont (880) se realizó una nueva división de los territorios, en detrimento de Lotaringia.
El imperio, tras la muerte de Carlos el Calvo, estaba siendo atacado en el norte y el oeste por los vikingos y se enfrentaba a luchas internas desde Italia hasta el Báltico, desde Hungría en el este hasta Aquitania en el oeste. Carlos el Calvo murió en 877 cruzando el paso de Mont Cenis, y fue sucedido por su hijo, Luis el Tartamudo como rey de los francos occidentales, pero el título de emperador caducó. Luis el Tartamudo, físicamente débil, murió dos años más tarde y su reino se dividió entre sus dos hijos mayores: Luis III obtuvo Neustria y Francia, y Carlomán, Aquitania y Borgoña. El reino de Italia fue concedido finalmente al rey Carlomán de Baviera, pero un ataque de apoplejía le obligó a abdicar en Italia en favor de su hermano Carlos el Gordo y en Baviera en favor de Luis de Sajonia. También en 879, Bosón de Provenza fundó el reino de la Baja Borgoña en Provenza.
En 881, Carlos el Gordo fue coronado emperador, mientras que Luis III de Sajonia y Luis III de Francia murieron al año siguiente. Sajonia y Baviera se unieron al reino de Carlos el Gordo, y Francia y Neustria fueron concedidas a Carlomán de Aquitania, que también conquistó la Baja Borgoña. Carlomán murió en un accidente de caza en 884 tras un reinado tumultuoso e ineficaz, y sus tierras fueron heredadas por Carlos el Gordo, creando de hecho de nuevo el imperio de Carlomagno. El 12 de diciembre de 884, tras una serie de fallecimientos, el emperador Carlos III el Gordo reunió la mayor parte del Imperio carolingio, solo Bosón de Provenza resistía como rey en Vienne. Carlos, que sufría lo que se cree que era epilepsia, no pudo asegurar el reino contra los asaltantes vikingos y, tras comprar su retirada de París en 886, fue percibido por la corte como cobarde e incompetente. Al año siguiente, a finales de 887, su sobrino Arnulfo de Carintia, hijo ilegítimo del rey Carlomán de Baviera, se sublevó y se hizo con el título de rey de los francos del este (actual Alemania). En lugar de luchar contra la insurrección, Carlos huyó a Neidingen y murió al año siguiente, el 13 de enero de 888, dejando una entidad dividida y un lío sucesorio.
El Imperio de los carolingios quedó dividido, e Italia, y las dos Borgoñas tuvieron reyes propios. Arnulfo mantuvo Carintia, Baviera, Lorena y la Alemania moderna. En la Francia occidental, Eudes, conde de París fue elegido rey y fue coronado al mes siguiente, pero en Aquitania Ranulfo, conde de Poitiers, se autoproclamó rey de Aquitania (el título fue abandonado tras su muerte) y tomó bajo su protección al joven Carlos el Simple, tercer hijo de Luis el Tartamudo, de siete años. Diez años más tarde, los carolingios recuperaron el poder en Francia, donde gobernaron hasta 987, año de la muerte del último rey de la dinastía carolingia Luis V. Italia pasó a manos del conde Berengario del Friul, la Alta Borgoña a Rodolfo I y la Baja Borgoña a Luis el Ciego, hijo de Bosón de Arlés, rey de la Baja Borgoña y nieto materno del emperador Luis II. La otra parte de Lotaringia se convirtió en el ducado de Borgoña.

### Causas de la disgregación del Imperio carolingio
Carlomagno no logró dotar a su Imperio de una organización política que pudiera subsistir por sí misma a las amenazas que se cernían sobre él. Toda la organización del Imperio descansaba sobre una condición necesaria: la fidelidad de los nobles al Emperador y Rey de los Francos y de los Lombardos. Todo ello en un contexto económico y social en el cual los condados se volvían cada vez más autónomos: en principio, como resultaba muy costoso mantener a un guerrero a caballo con todo su equipamiento, solo los grandes propietarios podían permitírselo y los restantes hombres libres no tenían otra alternativa que encomendarse a un señor como vasallos. Hay que destacar que no existía un ejército permanente en el Reino de los Francos sino que se realizaban levas de armas y cada guerrero debía equiparse por su cuenta.
Así, entre el Emperador y los hombres libres cada vez cobró más fuerza la casta intermediaria de los nobles ante quienes sus vasallos debían responder. Era solo cuestión de tiempo que en un Imperio tan extenso en el cual las comunicaciones eran tan escasas y deficientes, los vasallos respondieran más ante sus señores locales que ante el Emperador.
Mientras Carlomagno vivió, su extraordinario prestigio, su mano firme y su férrea voluntad, y los beneficios que reportaban a la nobleza las conquistas territoriales, hicieron que se le obedeciera por encima de la desintegración que estaba en ciernes. Únicamente si su sucesor hubiera sido un rey con los talentos de Carlomagno hubiera tenido el Imperio posibilidades de sobrevivir. Pero su hijo Carlos, quien tenía un gran talento militar y a quien Carlomagno había confiado algunas de sus misiones más difíciles, no le sobrevivió.
Ya en vida de Carlomagno se había producido un hecho que permite deducir que algo malo estaba pasando con la fidelidad sobre la base de la cual estaba erigido el esqueleto del Imperio. En el verano del año 807, muy pocos de los señores y guerreros convocados a la asamblea anual se presentaron y, por primera vez, la asamblea no pudo realizarse. Fue un hecho sin precedentes. Carlomagno lo interpretó como una rebelión a su autoridad, envió a los missidominicci a investigar cada condado y castigó con edictos esa creciente deserción.
Muerto Carlomagno y dado el poco talento político de su hijo y sucesor Luis el Piadoso, los hechos se precipitaron. Las guerras civiles entre el monarca y sus hijos acabaron con el prestigio del Emperador. La fidelidad que solo se mantenía por la extraordinaria figura de Carlomagno desapareció y el Imperio, ya herido de muerte, terminó de naufragar merced a la exacerbación de los ataques de los nórdicos, dando paso al pleno auge del Feudalismo.
El Imperio era inviable dadas las condiciones económicas, políticas y sociales de la época y solo la fortísima personalidad y el talento de Carlomagno habían podido sostenerlo.

### El legado carolingio
La unificación de la mayor parte de lo que hoy conocemos como Europa central bajo el mando de un solo líder sirvió de sustrato para la continuación de lo que se conoce como «Renacimiento carolingio». A pesar de las guerras internas casi constantes que tuvo que soportar el Imperio carolingio, la extensión del gobierno franco y la cristiandad romana en un territorio tan vasto aseguró una unidad fundamental los francos dependían en gran medida de cada uno de los líderes y de sus objetivos. Objetivos que cambiaban tan fácilmente como las alianzas políticas entre las distintas familias francas.
De todos modos, esas familias, incluidos los carolingios, compartían todas las mismas creencias básicas e ideas de gobierno. Ideas y creencias que tenían sus raíces en un pasado proveniente tanto de la tradición germánica como romana. Una tradición que se remonta a mucho antes del ascenso de los carolingios y que se prolongó en cierta medida de las muertes de Luis el Pío y sus hijos.

## Política
Carlomagno dividió el territorio en condados, marcas y ducados:
- Condados: eran la unidad de la circunscripción administrativa encomendada a un conde con el fin de cumplir las disposiciones reales, presidir el mallus judicial, dirigir los contingentes militares, cobrar impuestos y ordenar el gasto. Eran nombrados por el rey, que les otorgaba poder militar, administrativo y judicial.
- Marcas: en las zonas fronterizas el mando militar de varios condados se unifica en manos de un marqués, aunque los condes conservaban el resto. Así ocurría en las marcas de Gotia, Bretaña, Friul, Nordalbingia, Venda, Marca Hispánica o la Marca Ávara.
- Ducados: podían designar un título de prestigio que aludiese a una categoría de mando elevada, sencillamente a un marqués, o a algún territorio autónomo o externo al imperio.

El máximo poder del Imperio residía en el emperador, que tenía poder para convocar las armas, administrar justicia y designar a los nobles que gobernaban los territorios.
El palacio o corte era el núcleo de la Administración y estaba dirigido por un chambelán (sucesor del cargo de mayordomo de palacio). A su cargo estaban el copero, responsable de la bodega; el mariscal, responsable de la caballería y el establo; y el senescal, responsable de los asuntos de la corte.
Las otras instituciones de la Administración eran la cancillería, que dirigía los asuntos civiles y eclesiásticos, así como el tribunal palatino, que aplicaba las leyes a los habitantes del Imperio.
Los condes percibían como pago a su gestión las rentas o usufructo de una parte de fisco que la monarquía tenía en el condado, a esto se llama honor. Dada la gran extensión del territorio imperial y el deficiente nivel técnico de los medios de comunicación, los condes se aprovechaban y abusaban de su poder para aumentar sus propiedades territoriales radicadas en el condado y emparentar con familias poderosas del condado. Los inspectores de palacio o missi dominici eran los encargados de que los marqueses y los condes gobernaran según las directrices del Emperador, para ello acudían en parejas a los territorios a comprobar el cumplimiento de las leyes. Sin embargo, los condes salían de un ámbito reducido de terratenientes aristocráticos, y de la misma forma los missi, de manera que aunque actuaban fuera de su esfera de influencia, compartían los intereses de aquellos a quienes inspeccionaban.

## Economía
El comercio en la época del emperador franco Carlomagno (742-814) se redujo al transporte de algunos toneles de vino o sal, al tráfico prohibido de esclavos y a unos pocos artículos de lujo traídos de Oriente. Desde el cierre del Mediterráneo por el islam se acabó la actividad comercial regular, la circulación constante y organizada, así como la clase de mercaderes profesionales o de sus establecimientos en las ciudades. Aunque pervivieron pequeños y rudimentarios mercados locales, se destacó el empobrecimiento general de la época. La circulación de dinero se volvió lenta e insuficiente. Aunque el imperio de Carlomagno fue muy brillante culturalmente hablando, en el aspecto económico fue un siglo de regresión. 
La base económica, tanto del Estado como de la sociedad, será entonces la propiedad territorial. El Estado carolingio fue esencialmente agrícola. El comercio era insignificante y por lo tanto no existía más fortuna que los bienes raíces, ni más trabajo que el rural. La desaparición de los pequeños propietarios libres se aceleró, la necesidad de protección los obligó a buscar la tutela de los poderosos.
Con la casi desaparición de la circulación comercial, de la clase comerciante y de la población urbana, resultó inútil seguir produciendo más de lo mínimo indispensable para la subsistencia de los habitantes, propietarios y arrendatarios, que vivían en el dominio. La economía de cambio fue sustituida por una economía de consumo. Cada dominio, en lugar de continuar su relación con el exterior, constituyó un pequeño mundo aparte. Vivió de sí mismo y para sí mismo.

## Cultura y arte
Se suele conocer a este periodo del entorno del año 800 con el nombre de Renacimiento carolingio, no tanto porque diera origen a algo similar al Renacimiento del siglo xv, sino por comparación con la decadencia cultural del periodo anterior. 
Carlomagno (como la mayoría de los hombres de su tiempo, incluidos los nobles y muchos clérigos) no sabía leer, ni escribir, ni siquiera aritmética. No obstante, intentó elevar el nivel cultural del Imperio fundando la Escuela Palatina de Aquisgrán, y puso en su dirección al célebre Alcuino de York. En ella se formaron él, sus hijos y todos los funcionarios de la corte.
Esta Escuela se convirtió en modelo para la fundación de otras en toda Europa. Divulgó las artes, las ciencias, las letras y todo el conocimiento de la Antigüedad con sus materias:
- Trivium: retórica, gramática y dialéctica.
- Quadrivium: geometría, astronomía, aritmética y música.

El arte carolingio estaba basado fundamentalmente en dos estilos: el arte clásico griego y el arte cristiano, pero con algunas influencias de sus vecinos bizantino e islámico.
- Escultura: Los ejemplos conservados son muy escasos, si bien las esculturas de marfil han sobrevivido y son de una gran belleza.

- Arquitectura: La arquitectura carolingia se reflejaba en edificios religiosos y algunos palacios. Se caracteriza por usar la planta de cruz latina de tres naves; arcos de medio punto, de herencia romana; cubiertas de madera; columnas con capiteles esquemáticos y pilares cuadrados y cruciformes.

- Mosaicos y miniaturas: Entre las obras de arte más notables de esta época, sobresalen los mosaicos y las miniaturas que ilustran los Evangelios, además de la orfebrería que decoraba todos sus templos.

## Religión y la Iglesia
El cristianismo era la religión principal del Imperio carolingio. A través de las conquistas militares y la actividad misionera, la cristiandad latina se expandió a nuevas zonas, como Sajonia y Bohemia. Estos avances se debieron en gran medida al liderazgo de los propios gobernantes carolingios, especialmente Carlomagno y Ludovico Pío, cuyas cortes fomentaron sucesivas oleadas de reformas religiosas y consideraron el cristianismo como una fuerza unificadora de su imperio.
La relación entre los francos y el papado se intensificó a raíz de la llegada de Pipino el Breve al trono franco en 751. Los carolingios, que buscaban legitimidad para reforzar su recién adquirida posición real, persiguieron este objetivo a través de la sanción religiosa. Con la ayuda de Bonifacio, Pipino había iniciado una serie de reformas en la iglesia franca que incluían la corrección de la moral, la restauración de la disciplina eclesiástica y el establecimiento de una jerarquía eclesiástica. Bonifacio visitó Roma en tres ocasiones con el fin de obtener el respaldo papal para sus actividades misioneras al este del Rin. Los gobernantes carolingios también intentaron asegurarse una buena relación con el Papa para consolidar sus posiciones. El papado, desilusionado por su tradicional alianza con el Imperio bizantino y presionado por los lombardos, estaba deseoso de forjar una nueva alianza con los francos.
Alrededor del año 753 se forjó una nueva alianza franco-papal cuando el papa Esteban II cruzó los Alpes y suplicó la ayuda de Pipino contra la invasión lombarda. Pipino accedió, aparentemente a regañadientes, y su intervención en Italia estableció lo que se conoce como la Donación de Pipino, que señalaba tierras en Italia central que serían controladas directamente por el papado, además de sentar un precedente para la protección franca de los intereses papales. Las tierras garantizadas a los embrionarios Estados Pontificios mediante esta donación permanecerían en manos papales durante siglos, dejando un importante legado en la política italiana hasta el siglo XX.
Una vez establecida la Donación de Pepino y la garantía franca de los intereses papales, se prometió una nueva intervención en caso de que los lombardos actuaran contra el papado. Veinte años después de la intervención de Pipino en Italia, los lombardos volvieron a amenazar la autonomía papal y el papado solicitó de nuevo la ayuda franca. Carlomagno, el nuevo rey de los francos, cruzó los Alpes como había hecho su padre Pipino. Esta vez, tanto Carlomagno como el papa Adriano I buscaban una solución permanente a los problemas con los lombardos. La solución deseada por el papa Adriano era desmembrar el reino y poner grandes partes de él bajo la autoridad papal. Carlomagno, en cambio, impuso su propia solución: el exilio del rey lombardo Desiderio y el reino lombardo bajo su control directo. Carlomagno asumió así el título de «rey de los lombardos».
A pesar del desacuerdo sobre qué sería de los lombardos, la corte franca y el papado siguieron cooperando en beneficio mutuo. Los francos se habían convertido en los defensores de facto de la Iglesia y de la ortodoxia occidental. Para formalizar aún más esta relación, el papa León III coronó a Carlomagno como emperador de los romanos en el año 800. Como emperadores, los francos podían presentarse como defensores de Roma y, por tanto, del propio papado. Esto dio lugar a un cambio oficial de la lealtad de los papas del emperador bizantino a la del emperador recién coronado en Occidente, lo que sirvió para dividir aún más las iglesias occidentales y orientales. Sin embargo, este nuevo enfoque occidental ayudó en última instancia al papado a asegurarse una mayor autoridad como potencia dominante en Occidente y, en el siglo IX, papas como Nicolás I siguieron inmiscuyéndose en la política franca.
Carlomagno pretendía convertir al cristianismo a todos los habitantes del reino franco y expandir tanto su imperio como el alcance del cristianismo. La Admonitio Generalis de 789 declaraba a Carlomagno responsable de la salvación de sus súbditos y establecía normas de educación para el clero, que hasta entonces había sido en su mayoría analfabeto.
Intelectuales de la época empezaron a preocuparse por la escatología, creyendo que el año 800 d. C. era el 6000 AM, basándose en cálculos de Eusebio y Jerónimo. Intelectuales como Alcuino consideraban que la coronación de Carlomagno como emperador en la Navidad del 800 marcaba el comienzo de la séptima y última era del mundo. Estas preocupaciones pueden explicar por qué Carlomagno pretendía que todo el mundo realizara actos de penitencia.

### Citas
1. ↑  Crossley, 2019, p. 72.
2. ↑  Chua, 2009, p. 81.
3. ↑  del Hoyo, Gazapo, Javier, Bienvenido (1997). Anales del Imperio carolingio. Ediciones AKAL. p. 5. ISBN 9788446004509.
4. ↑  O’Rourke, Michael (210). Byzantium at Lowpoint AD 718-814. p. 114.
5. ↑  del Hoyo, Gazapo, Javier, Bienvenido (1997). Anales del Imperio carolingio. Ediciones AKAL. p. 59. ISBN 9788446004509.
6. ↑  del Hoyo, Gazapo, Javier, Bienvenido (1997). Anales del Imperio carolingio. Ediciones AKAL. p. 5. ISBN 9788446004509.
7. ↑  Henning, 2007, p. 50 (nota 24).
8. ↑  Garipzanov, Ildar H. (2008). The Symbolic Language of Authority in the Carolingian World (c.751–877). ISBN 9789047433408.
9. ↑  Dictionary of world biography. 2: The middle ages. Salem Press. 1998. ISBN 978-1-57958-041-4.
10. 1 2  García Turza, 2018, p. 274.
11. ↑  Riché, Pierre; Riché, Pierre (1993). The Carolingians: a family who forged Europe. Middle Ages series. University of Pennsylvania Press. ISBN 978-0-8122-1342-3.
12. ↑  «Charlemagne - Emperor, Franks, Holy Roman Empire | Britannica». www.britannica.com (en inglés). Consultado el 16 de febrero de 2024.
13. ↑  MacLean, Simon (2003). Kingship and Politics in the Late Ninth Century: Charles the Fat and the End of the Carolingian Empire. Cambridge University Press. ISBN 978-0-5218-1945-9.
14. ↑  Noble, Thomas F. X. (2015-06). «Carolingian Religion». Church History (en inglés) 84 (2): 287-307. ISSN 0009-6407. doi:10.1017/S0009640715000104. Consultado el 28 de noviembre de 2023.
15. ↑  Brown, Giles (1994). «Learning and scholarship in the Carolingian Renaissance». Carolingian culture : emulation and innovation. Rosamond McKitterick. Cambridge [England]: Cambridge University Press. pp. 16-17. ISBN 0-521-40524-6. OCLC 26855358.
16. ↑  Azzara, Claudio (2002). Italy in the early Middle Ages : 476-1000. Maria Cristina La Rocca. Oxford: Oxford University Press. pp. 111-115. ISBN 0-19-870047-4. OCLC 48532606.
17. 1 2  «Frankish Gaul to 814». The New Cambridge medieval history. Vol. 2, C.700-c.900. Rosamond McKitterick. Cambridge: Cambridge University Press. 1995. p. 98. ISBN 978-0-511-46887-2. OCLC 440844192.
18. ↑  Delogu, Paolo (1995). «Lombard and Carolingian Italy». The New Cambridge medieval history. Vol. 2, C.700-c.900. Rosamond McKitterick. Cambridge: Cambridge University Press. p. 304. ISBN 978-0-511-46887-2. OCLC 440844192.
19. ↑  Azzara, Claudio (2002). Italy in the early Middle Ages : 476-1000. Maria Cristina La Rocca. Oxford: Oxford University Press. pp. 111-115. ISBN 0-19-870047-4. OCLC 48532606.
20. ↑  Charlemagne : translated sources. King, P. D. Lambrigg, Kendal, Cumbria: P.D. King. 1987. ISBN 0-9511503-0-8. OCLC 21517645.
21. ↑  Story, Joanna (2005). Charlemagne: Empire and Society. Manchester: Manchester University Press. p. 105. ISBN 978-0-7190-7089-1.